# 940 a.C.

## Eventos
- Chou Mu-wang é atacado por um motim de nove exércitos.